# Louis Eugène Félix Néel
Louis Eugène Félix Néel (Lió, França 1904 - íd. 2000) fou un físic i professor universitari francès guardonat l'any 1970 amb el Premi Nobel de Física.

## Biografia
Va néixer el 22 de novembre de 1904 a la ciutat francesa de Lió. El 1924 ingressà a l'Escola Normal de París, doctorant-se en ciències físiques l'any 1932 a la Universitat d'Estrasburg, on serà professor entre 1937 i 1945. Professor de la Facultat de Ciències de Grenoble entre 1945 i 1976, sera successivament Director del Laboratori de Proves Mecàniques de l'Institut Politècnic de Grenoble entre 1942 i 1953, director del Laboratori d'Electroestàtica i de Física del Metall de Grenoble entre 1946 i 1970 i finalment Director de Laboratori de Magnetisme de Grenoble entre 1971 i 1976.
Néel morí el 17 de novembre de l'any 2000.

## Recerca científica
Les seves contribucions a la física de l'estat sòlid han trobat usos útils nombrosos, particularment en el desenvolupament de la millora de les unitats de memòria dels ordinadors.
El 1930 va determinar l'existència d'una nova forma de comportament magnètic, l'antiferromagnetisme anomenat així per oposició al ferromagnetisme. Demostrà així mateix com, a certa temperatura, actualment anomenada la temperatura de Néel, aquest comportament s'atura. Néel va precisar l'any 1947 que els materials també podrien existir materials que presentessin comportament ferrimagnestisme. D'altra banda, donà una explicació al magnetisme feble de certes roques, fent possible l'estudi de la història del camp magnètic terrestre.
L'any 1970 fou guardonat amb el Premi Nobel de Física pels seus treballs sobre el ferromagnetisme, premi compartit per l'astrònom Hannes Alfvén el qual fou guardonat pels seus treballs relacionats amb el plasma